# Флаг Волховского района
Флаг муниципального образования Во́лховский муниципальный район Ленинградской области Российской Федерации — опознавательно-правовой знак, служащий официальным символом муниципального образования.
Ныне действующий флаг был первоначально утверждён 31 марта 1999 года как флаг муниципального образования «Волховский район» (после муниципальной реформы 2006 года — Волховский муниципальный район) и внесён в Государственный геральдический регистр Российской Федерации с присвоением регистрационного номера 450.
25 мая 2009 года, решением Совета депутатов Волховского муниципального района № 30, был утверждён новый флаг Волховского муниципального района.
8 октября 2009 года, на основании заключения Геральдического совета при Президенте Российской Федерации, решением Совета депутатов Волховского муниципального района № 62, предыдущее решение было отменено.

## Описание
«Флаг муниципального образования „Волховский район“ Ленинградской области представляет собой прямоугольное полотнище с отношением сторон 2:3. Вдоль правого (свободного) края — кайма зелёного цвета в виде пяти стилизованных хвойных ветвей. Размер крыжа (прямоугольника в верхнем углу флага, у древка) — 1:6, ширина каймы (от конца хвойной ветви до края флага) — 1:4 ширины флага. Оборотная сторона флага является зеркальным отображением его лицевой стороны».

## Символика
Флаг, разработанный на основе герба, языком символов и аллегорий отражает исторические, культурные и экономические особенности района.
Хвойные ветви символизируют значительную роль лесных угодий в жизни района.
Трезубец символизирует слияние с Ладожским озером трёх наиболее протяжённых в области рек Волхова, Сяси, Паши, что явилось обстоятельством становления и развития региона как торгово-ремесленного и военно- стратегического центра на Севере Руси.
Изображение трезубца аналогично бронзовой подвеске найденной при раскопках южной части урочища Победище под Старой Ладогой. Это княжеский знак одного из Рюриковичей — Владимира Святославича.
Красный цвет символизирует мужество, ратную честь и славу, энергию и пламя, кровь полей сражений.
Зелёный цвет — природу района, его лесные богатства и аграрные угодья.
Белый цвет (серебро) — реки и озёра, которыми славится край.

## Флаг 2009 года

### Описание
«Флаг Волховского муниципального района Ленинградской области представляет собой прямоугольное полотнище с отношением ширины флага к длине — 2:3, воспроизводящее композицию герба Волховского муниципального района Ленинградской области в красном, жёлтом, белом и голубом цветах».
Геральдическое описание герба гласило: «В червлёном (красном) поле с узкой ельчатой волнисто пересечённой серебром и лазурью (синим, голубым) оконечностью золотой всадник в древнерусском одеянии, шлеме и плаще, положивший левую руку на рукоять висящего на поясе меча, а правой рукой держащий поводья».

### Символика
Золотой воин — всадник в древнерусском одеянии, шлеме и плаще — напоминание о Старой Ладоге — первой столице Руси, а также о сопке близ Старой Ладоги, в которой, по одной из версий, погребён Вещий Олег. Всадник на флаге — аллегория доблести русских воинов, символизирует Волховские земли, как наиболее древние русские земли.
Ельчатая полоса с бело-голубой волнистой полосой — символ лесных угодий района, Ладоги, а также рек.
Голубой цвет (лазурь) — символ красоты, любви, мира и возвышенных устремлений. Символ побережья Ладоги.
Красный цвет — право, мужество, самоотверженность любовь, храбрость, неустрашимость. Символ труда, жизнеутверждающей силы, праздника, красоты, солнца и тепла. В древнерусской традиции — красный — «красивый».
Жёлтый цвет (золото) — символ божественного сияния, благодати, прочности, величия, солнечного света. Символизирует также могущество, силу, постоянство, знатность, справедливость, верность.
Белый цвет (серебро) — чистота помыслов, искренность, правдивость, невинность, благородство, откровенность, непорочность, надежда.

## См. также

Флаги муниципальных образований Волховского района
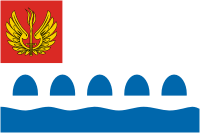
Волховское городское поселение
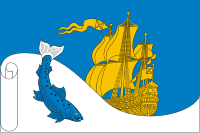
Сясьстройское городское поселение
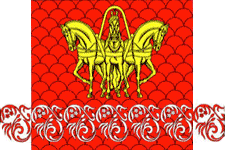
Кисельнинское сельское поселение
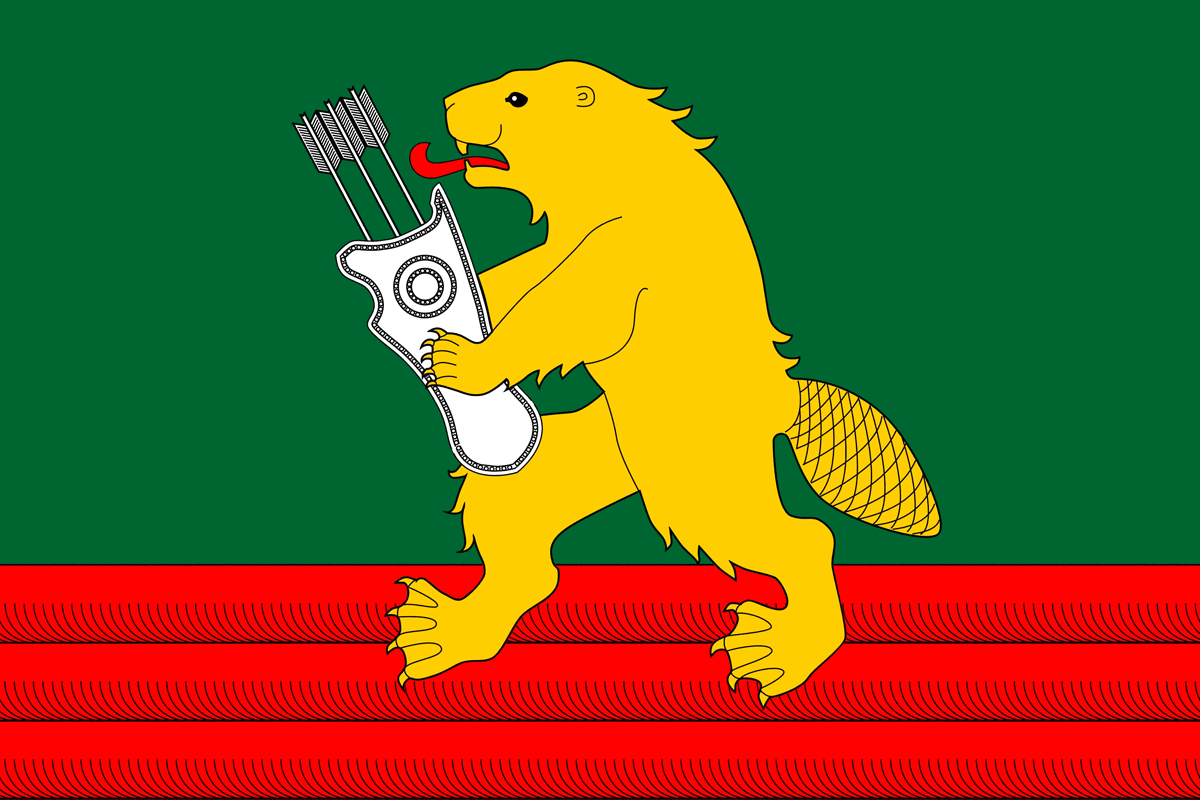
Колчановское сельское поселение
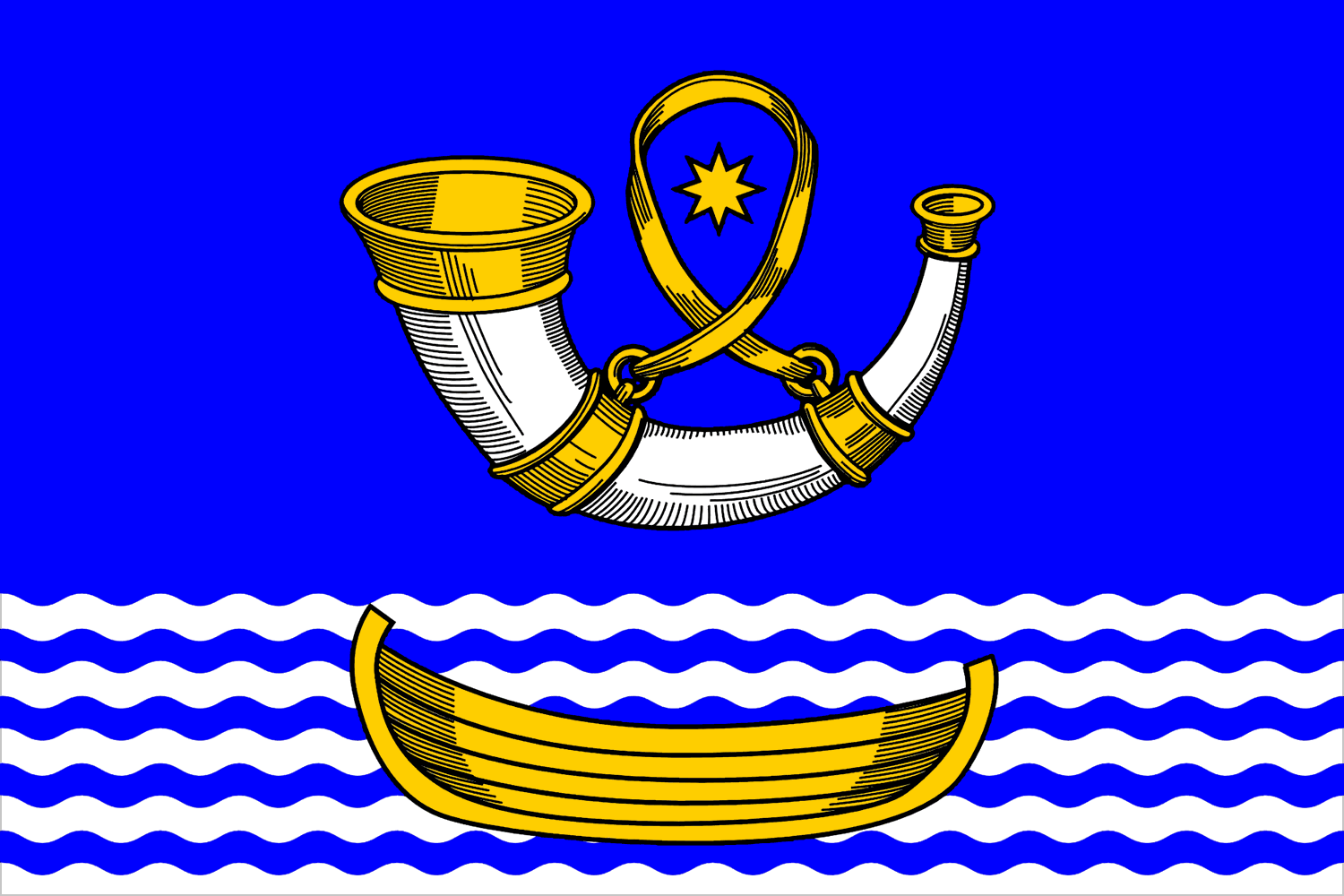
Пашское сельское поселение
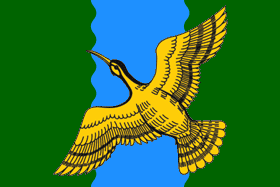
Потанинское сельское поселение
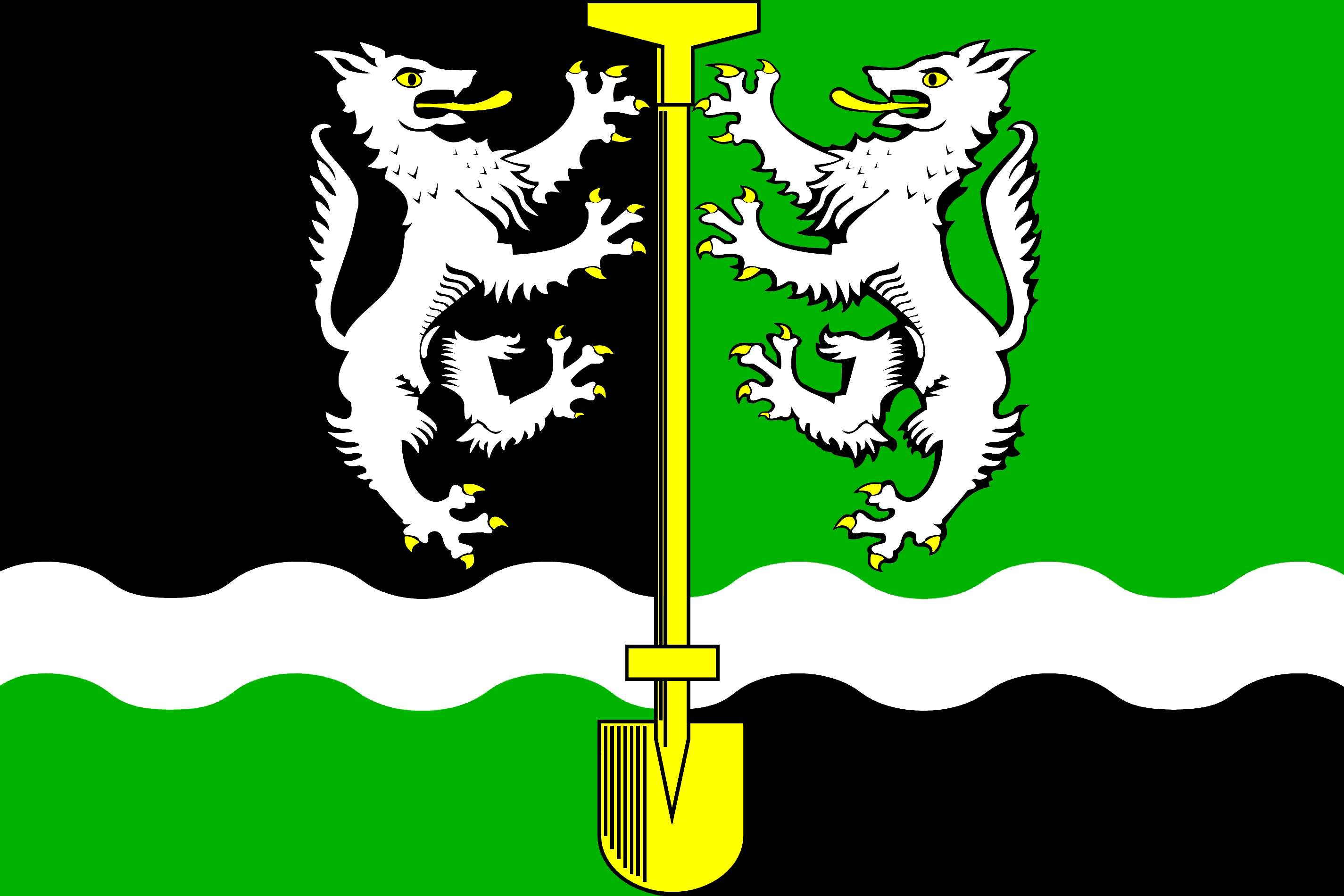
Селивановское сельское поселение
Староладожское сельское поселение
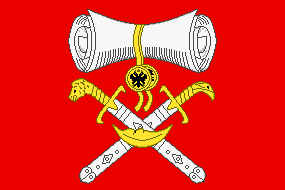
Хваловское сельское поселение